# تپه زندان نادر
تپه زندان نادر مربوط به دوران‌های تاریخی پس از اسلام است و در شهرستان کبودر آهنگ، بخش مرکزی، روستای نور آباد واقع شده و این اثر در تاریخ ۱۰ دی ۱۳۸۱ با شمارهٔ ثبت ۷۰۳۰ به‌عنوان یکی از آثار ملی ایران به ثبت رسیده است.